# Gordon Sheer
Gordon Sheer (n. 9 iunie 1971, White Plains, New York, SUA) este un sănier ce a reprezentat Statele Unite ale Americii, medaliat olimpic. A participat la 2 ediții ale Jocurilor Olimpice (1994, 1998) în care a câștigat o medalie de argint.